# گواپوتا
گواپوتا (انگلیسی: Guapotá) یک منطقهٔ مسکونی در کلمبیا است.